# التقدمية الدولية
التقدمية الدولية (بالإنجليزية: Progressive International - PI ) هي مُنظمة سياسية دولية توحد وتحشد النشطاء والجماعات اليسارية التقدمية.  تعمل المنظمة مع أكثر من 70 مجموعة عضو.  ويشمل ذلك النقابات العمالية والأحزاب السياسية والمنظمات الزراعية والحركات الاجتماعية بما في ذلك حركة الحرية وإعادة التأسيس الحاكمة في هندوراس، ومنظمات مثل الاشتراكيين الديمقراطيين في أمريكا ، وكود بينك ، ومجموعة الديون، وحركة شروق الشمس، ومشروع السلام والعدالة. وقد وُصفت بأنها «منظمة عالمية مناهضة للرأسمالية». 

## نبذة
تأسست منظمة التقدمية الدولية رسميًا وتم إطلاقها في 11 مايو 2020م، استجابةً لدعوة مفتوحة في عام 2018م من قبل حركة الديمقراطية في أوروبا ٢٠٢٥م ( DiEM25 ) ومعهد ساندرز للقوى التقدمية لتشكيل جبهة موحدة.
تم دعم التأسيس من قِبل مجلس يضم أكثر من 40 مستشارًا بما في ذلك إيس تيملكوران ،  كاترين جاكوبسدوتير ، يانيس فاروفاكيس ،  كارولا راكيت ، نيك إستس ، فانيسا ناكات ، نعوم تشومسكي ،  أرونداتي روي ، نعومي كلاين ،  نيكي أشتون ،  رافائيل كوريا ، فرناندو حداد ، سيلسو أموريم ، وألفارو جارسيا لينيرا . 
تزعم المنظمة الدولية أنها تتصدى لما تسميه عودة القومية الاستبدادية في جميع أنحاء العالم، بالإضافة إلى صعود الرأسمالية الكارثية.  وتهدف المنظمة الدولية التقدمية إلى «توحيد وتنظيم وحشد القوى التقدمية في العالم». 

## الهيكل
تسترشد المنظمة التقدمية الدولية بمجلس استشاري يحدد الاتجاه السياسي والاستراتيجي للمنظمة.  تشرف الأمانة العامة، التي تضم مترجمين ومطوري ويب ومصممين رسومات ومحللي سياسات ومنظمي مجتمع  على العمليات التنظيمية اليومية، والتي تنقسم إلى عِدة مجالات موضوعية: الحركة، والمخطط، والأسلاك، والمرصد.
يعمل المجلس كجهاز تنفيذي رئيسي مسؤول عن قرارات التنمية والتخطيط والتوظيف.  يستمد المجلس عضويته من الهيئتين الأخريين، المكونتين من ثمانية أعضاء في المجلس: سريشكو هورفات ، وأرونا روي ، وبيير ساني ، وفاطمة ديالو، وراشمي هيرتانتي، وجوليان أجون،  وريناتا أفيلا وسكوت لودلوم ، بالإضافة إلى المنسقين العامين ديفيد أدلر وفارشا جانديكوتا-نيلوتلا.  

## المناصب

### حصار كوبا
لقد انتقدت منظمة التقدم الدولي الحظر الذي فرضته الولايات المتحدة على كوبا.    

### الغزو الإسرائيلي لغزة
لقد انتقدت منظمة التقدم الدولي الغزو الإسرائيلي لقطاع غزة ووصفت تصرفات إسرائيل في غزة بأنها إبادة جماعية.    

### الغزو الروسي لأوكرانيا
بعد وقت قصير من بدء الغزو الروسي لأوكرانيا في 24 فبراير 2022م،  غادرت العضوة البولندية ليويكا رازيم منظمة التقدمية الدولية بسبب ما ادعت رازيم في بيان لها في 1 مارس، أنه «غياب إعلان يعترف بسيادة أوكرانيا والإدانة المطلقة للإمبريالية الروسية ». 
في 9 مارس 2022، نظمت منظمة التقدم الدولية أول منتدى للسلام، ردًا على «الغزو الوحشي لأوكرانيا» وتصعيده «نحو حرب بين القارات».  في 21 أبريل، انسحبت مجلة «أوكرانيا كومنز» من منظمة التقدمية الدولية في بيان على تويتر.   في 13 مايو 2022م، عُقد مؤتمر صحفي مشترك استضافه جيريمي كوربين وإيسي تيميلكوران ويانيس فاروفاكيس نيابة عن منظمة التقدمية الدولية و DiEM25 وMeRA25 ، وقدم إعلان أثينا، الذي جاء فيه: «إن الحرب على أوكرانيا تدعو إلى دعم ضحايا الحرب وحركة عدم الانحياز جديدة». 

## روابط خارجية
- الموقع الرسمي